# ダニア・ラミレス
ダニア・ラミレス（Dania Ramírez、1979年11月8日 - ）は、アメリカ合衆国の女優。

## 経歴
ドミニカ共和国サントドミンゴ生まれ。幼い頃から俳優を目指してニューヨークのコンビニエンスストアで働いているところをモデルとしてスカウトされ、炭酸飲料のコマーシャルに出演した。その頃から俳優を真剣に目指すようになった。
1997年のSubway Seriesにエキストラとして映画デビュー、2003年の『バフィー 〜恋する十字架〜』でドラマデビューした。
2008年に『HEROES』でALMA Award優秀助演賞にノミネートされたが受賞には至らなかった。

## 出演作品

### 映画
- Subway Series（1997年）、エキストラ出演。
- 25時（2002年）、ダフネ（Daphne） 役
- Little Black Boot（2002年）、ローリー・ロドリゲス（Laurie Rodriguez） 役
- The Ecology of Love（2002年）、アリラ（Alila） 役
- Cross Bronx（2004年）、ミア（Mia） 役
- セレブの種（2004年）、アレックス・ゲレロ（Alex Guerrero） 役
- ふわっとアルバート（2004年）Fat Albert、ローリー（Laurie） 役
- ロミーとミッシェルの場合 セレブ入門編（2005年）、エレナ（Elena） 役
- X-MEN:ファイナル ディシジョン（2006年）、カリスト役
- Fort Pit（2006年）、アンジェラ・ハードウィック（Angela Hardwick） 役
- ワイルド・ブロウ（2007年）Illegal Tender、アナ（Ana） 役
- Ball Don't Lie（2008年）、カルメン（Carmen） 役
- ジェット!! （The Fifth Commandment）（2008年）エンジェル役
- REC:レック/ザ・クアランティン (2008年）、サディー役
- Brooklyn to Manhattan（2009年）、ジェシカ（Jessica） 役
- プレミアム・ラッシュ（2012年）、ヴァネッサ役
- アメリカン・パイパイパイ!完結編 俺たちの同騒会 American Reunion (2012年)、セリーナ役
- 極悪の流儀 Mojave （2015年）、ボーモント刑事役

### テレビシリーズ
- バフィー 〜恋する十字架〜（2003年）、カリダ役
- Run of the House（2003年）、ルーシー（Lucy） 役
- 10-8: Officers on Duty（2004年）、アイネズ（Inez） 役
- Dr. Phil（2005年）
- ザ・ソプラノズ 哀愁のマフィア（2006年 - 2007年）、ブランカ・サルガド役
- HEROES/ヒーローズ（2007年 - 2008年）、マヤ・ヘレラ役
- デビアスなメイドたち（2013年 - 2016年）、ロージー・ファルタ役
- ALERT 失踪者緊急警報（2023年 - ）、ニッキー・バティスタ役